# Amblyomma coelebs
Amblyomma coelebs är en fästingart som beskrevs av Neumann 1899. Amblyomma coelebs ingår i släktet Amblyomma och familjen hårda fästingar. Inga underarter finns listade i Catalogue of Life.